# Xiamen
Xiamen ([ɕâmə̌n]; chiń. upr. 厦门市; chiń. trad. 廈門市; pinyin Xiàmén Shì; dawniej znane na Zachodzie jako Amoy od wymowy nazwy miasta w dialekcie hokkien) – miasto portowe w południowo-wschodnich Chinach, w prowincji Fujian, nad Cieśniną Tajwańską. W 2010 roku liczba mieszkańców strefy zurbanizowanej wynosiła 636 548. Zespół miejski w 1999 roku liczył 1 289 876 mieszkańców.
Ośrodek przemysłu wysokich technologii, elektronicznego, maszynowego, metalowego, chemicznego, petrochemicznego, rybnego, włókienniczego i stoczniowego. W mieście eksploatowane są piaski nadmorskie (m.in. tytan, żelazo, cyrkon) oraz duże saliny (sól kamienna, sole magnezu). Miasto posiada własny port lotniczy. Xiamen jest ośrodkiem szkolnictwa wyższego.
Od 1981 roku Xiamen posiada status specjalnej strefy ekonomicznej.
- Mniejszości narodowe zamieszkujące Xiamen i okolice: Han, She, Hui, Miao, Mandżurowie oraz Gaoshan.
- Klimat: subtropikalny monsunowy.
- Średnia temperatura roczna 20,8 °C, najwyższa temperatura 38,4 °C, najniższa 2 °C.
- Edukacja: Uniwersytet Xiamen

## Historia
Xiamen zyskał status ważnego ośrodka portowego w epoce dynastii Song. Kilka stuleci później powstała tutaj twierdza, której mury miały chronić mieszkańców przed atakami piratów. Począwszy od XVI w. zaczęli przybywać tu europejscy kupcy, co wzmocniło handlowe znaczenie portu, słynącego wówczas przede wszystkim z eksportu herbaty. Losy miasta w XIX w. przebiegały według scenariusza typowego dla tej epoki ekspansji kolonialnej. W wyniku traktatu w Nankinie przedstawiciele obcych mocarstw uzyskali prawa do osiedlania się. Rolę zagranicznej enklawy pełniła usytuowana kilkaset metrów od wybrzeża wyspa Gulangyu. W tym samym czasie tutejszy port wykorzystywany był przez wielu emigrantów, którzy opuszczali prowincję Fujian w poszukiwaniu lepszego życia na Tajwanie oraz w Azji Południowo-Wschodniej. W krajach takich jak Wietnam czy Malezja do dziś żyją przedstawiciele utworzonej wówczas diaspory. Podczas chińskiej wojny domowej w latach 40. XX w. władzę nad większością okolicznych terenów przejęli komuniści, nie udało im się to jedynie na pobliskiej wyspie Kinmen, która mimo wciąż toczonych sporów do dziś pozostaje pod zwierzchnictwem Tajwanu. Ze względu na niesnaski polityczne połączenia promowe w tym kierunku uruchomiono dopiero w 2001 r.

## Metro

### Linia 1
Budowę pierwszej linii metra w Xiamen rozpoczęto 1 kwietnia 2014 roku, a zakończono 31 grudnia 2017 roku. Jej trasa biegnie z północy na południe miasta. Ma ona 30 kilometrów długości i zatrzymuje się na 24 stacjach.

### Linia 2
Druga linia metra w Xiamen została otwarta 25 grudnia 2019 roku. Jej trasa biegnie z zachodu na wschód miasta. Ma niecałe 42 kilometry długości i zatrzymuje się na 32 stacjach.
Linia 3
Trzecia linia została otwarta 21 czerwca 2021 roku – liczy 26 kilometrów, 31 stacji (docelowo ma mieć 46 km) i łączy miasto z nowym lotniskiem.
Rozbudowa metra
Kolejne linie (4, 6 i 9) są na rożnym etapie budowy. Każda z nich ma liczyć co najmniej 40 km.

## Atrakcje turystyczne
- Wyspa Gulangyu[6]
- Świątynia Nanputuo
- Forteca Hulishan[7]
- Dzielnica Jimei(inne języki)

## Galeria

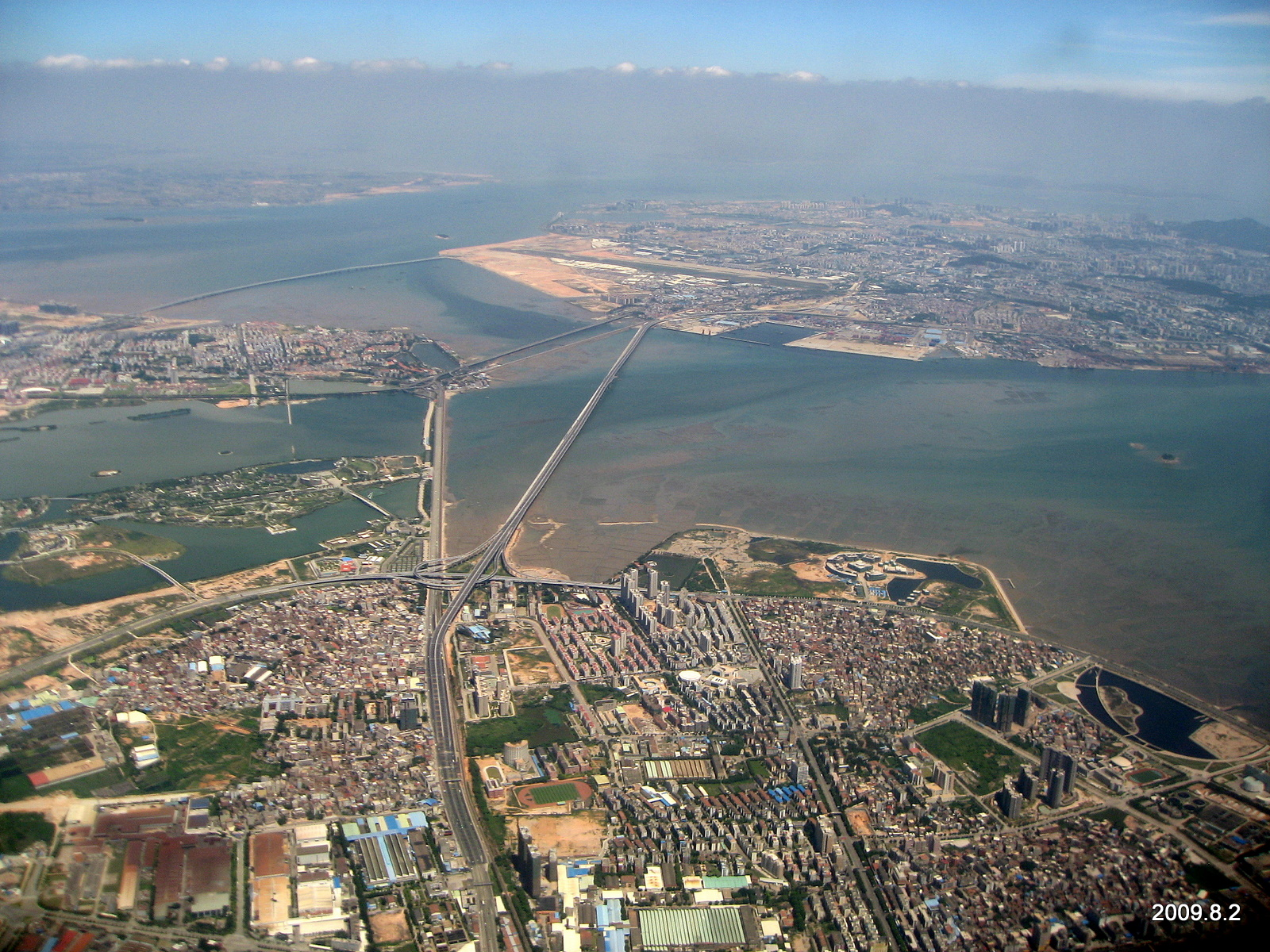
Xiamen z lotu ptaka
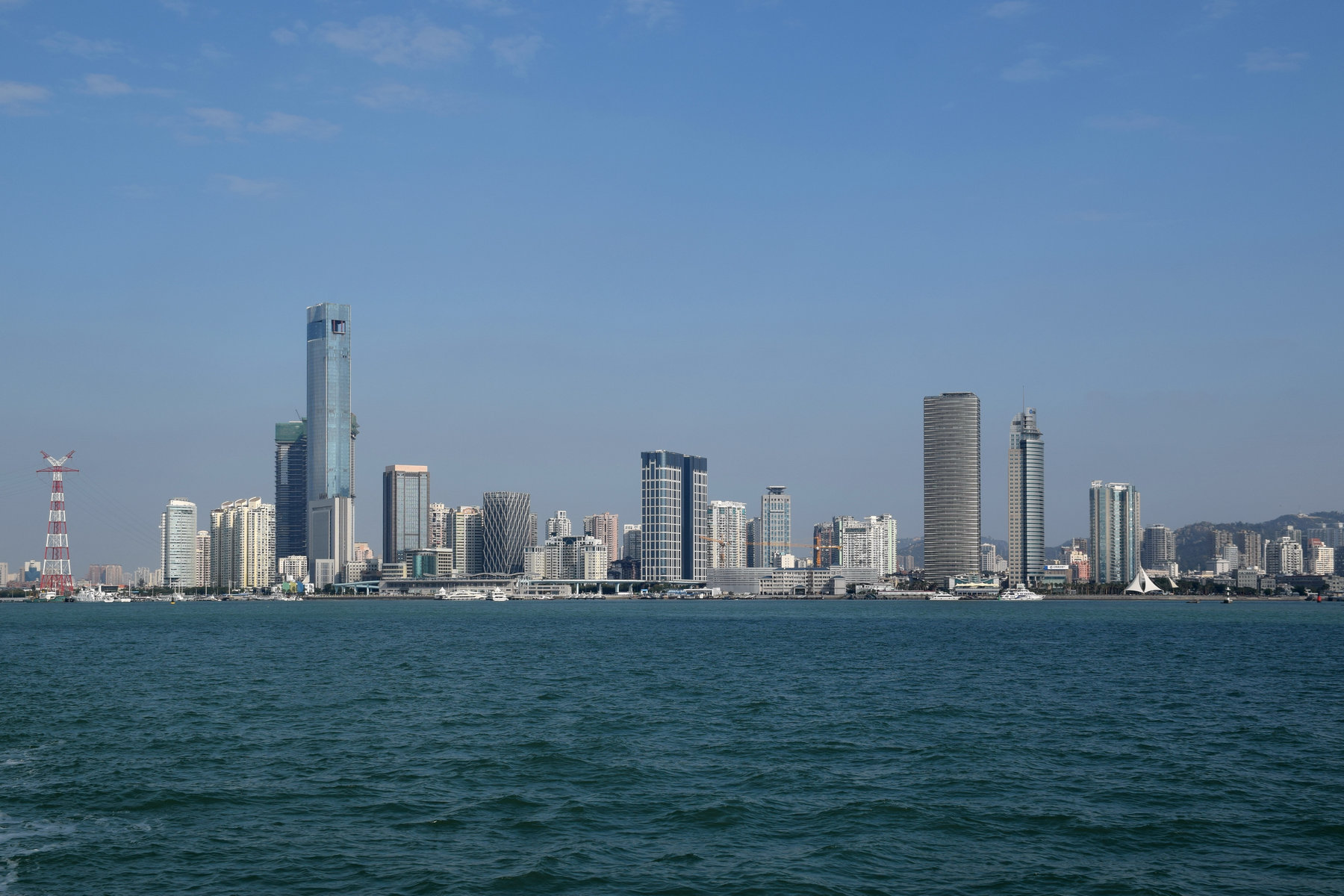
Wieżowce miasta
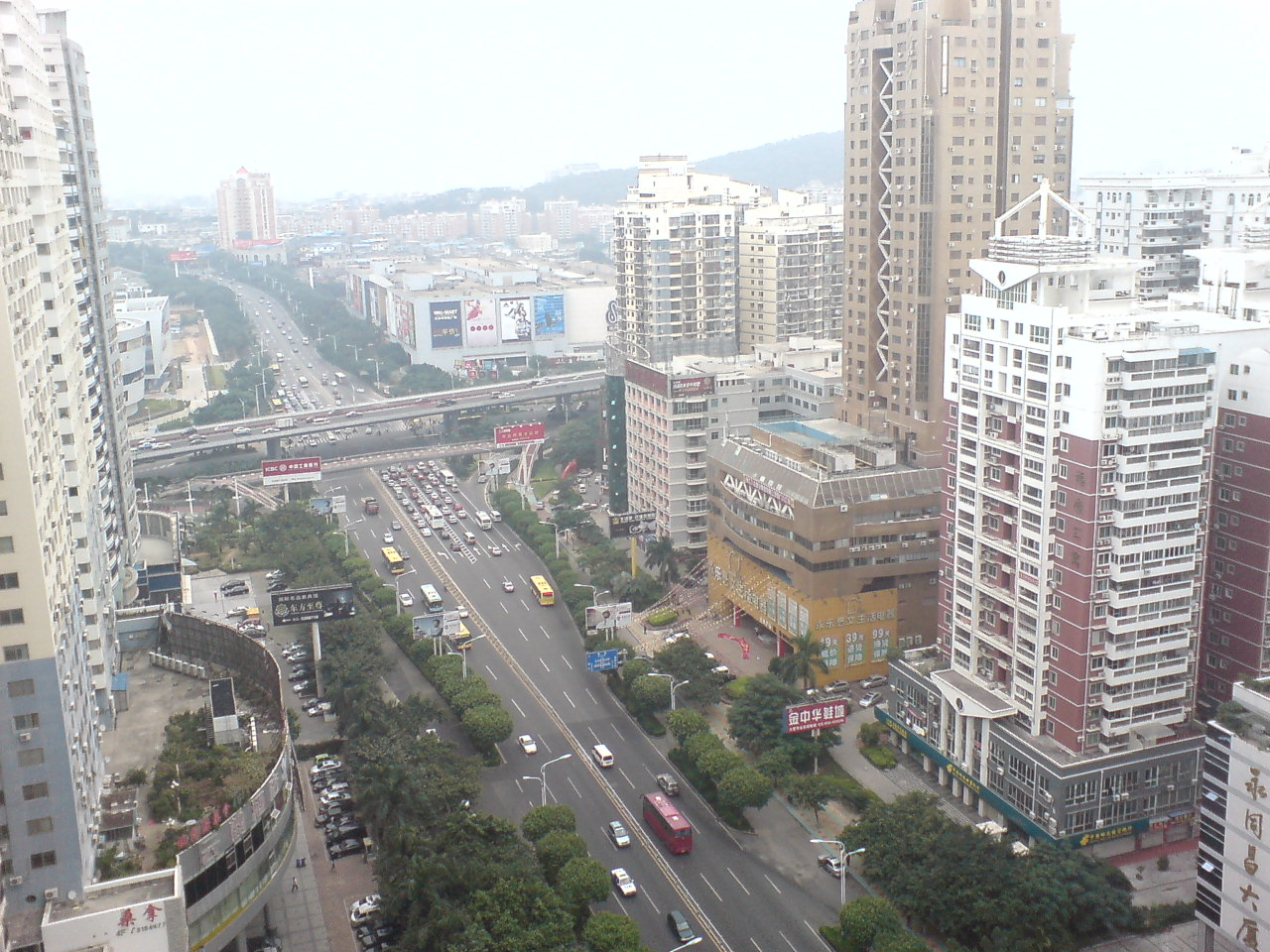
Centrum

## Miasta partnerskie
- Kowno, Litwa
- Cardiff, Walia
- Sasebo, Japonia
- Cebu City, Filipiny
- Baltimore, Stany Zjednoczone
- Wellington, Nowa Zelandia
- George Town, Malezja
- Sarasota, Stany Zjednoczone
- Harbin, Chiny
- Słupsk, Polska